# スターティアホールディングス
スターティアホールディングス株式会社はスターティアグループの持株会社である。東京証券取引所プライム上場

## 概要
- 事業は中核子会社の「スターティア株式会社」が中心となり実施。
- 東京・横浜・大阪・名古屋・福岡を拠点とする企業に対して、電子ブック作成ソフトをはじめとするIT製品、ネットワーク構築[2]、クラウド関連サービス[3]からオフィスの設計・ファシリティまで、オフィスの通信インフラをワンストップで総合的に提供するクラウド・アプリケーションベンダーである。
- 創業当時は回線取次が主たる事業だったが、2000年代半ばから、自社開発ソフト“Digit@Link ActiBook”を擁した電子ブック事業の比重が増大、子会社クラウドサーカスとの連携により、インターネットにおけるコンテンツ・メディア分野での成長に重点を置きつつある[4]。
- 他方、企業向のネットワーク構築やクラウド型サービスにも力を入れ、定額制の料金体系等と相まって、安定収益源として育成している[4]。
- また、同社の創業以来の事業分野である回線取次や、関連するオフィス機器の販売・レンタル事業も、かつてほどの伸びや比重は見られないが、引き続き安定収益源の一つとなっている[4]。

## 沿革
- 1996年（平成8年）2月 - 有限会社テレコムネットとして、埼玉県所沢市山口3丁目2番に設立。資本金300万円。
- 1996年（平成8年）10月 - 商号を株式会社エヌディーテレコムに変更。資本を1,000万円に増資。
- 2004年（平成16年）4月 - 商号をスターティア株式会社に変更。
- 2005年（平成17年）12月 - 東京証券取引所マザーズに上場[5]。
- 2014年（平成26年）2月 - 東京証券取引所市場第一部に市場変更[6]。
- 2018年（平成30年）4月 - 持株会社制に移行。「スターティア分割準備株式会社」及び「スターティアレイズ株式会社」に吸収分割。スターティアホールディングス株式会社に商号変更。「スターティア分割準備株式会社」は「スターティア株式会社」に商号変更。

## 関連会社
スターティア株式会社
- 中核事業子会社

クラウドサーカス株式会社（連結子会社）
- 2005年7月、スターティア社内に設置されたインターネットメディアコンテンツグループ(IMC)が母体となり、2009年4月、スターティアの100%子会社としてスターティアラボ株式会社が分社した。
  - 東京都新宿に拠点を置き、主にwebサイト構築・電子ブックソフトの販売を行い。近年は、特に電子ブック関連サービスを重視してきた。
  - スマートフォンへの対応として、2011年2月に開催されたPAGE2011において、Android対応7機種で使用できる閲覧アプリケーションを発表した[7]。
  - 2011年4月より、電子ブックを、出張先等のコンビニ店頭で印刷できるサービスを、セブン-イレブン、富士ゼロックス（現:富士フイルムビジネスイノベーション）と提携して展開[8][9]。
  - 電子ブックの応用分野として、カタログの電子化とECサイトの連携サービスによる、販促パッケージサービス[10]を、第3回販促EXPO(2011年7月)で発表するなど、電子ブックビジネスの個人用途からビジネス用途への拡張[11]を狙った動きが目立つ。
- 2021年7月、Mtame株式会社（2017年11月設立）がスターティアラボ株式会社を吸収合併し、クラウドサーカス株式会社へ商号変更した。

スターティアリード株式会社（連結子会社）
- 2021年11月、株式会社Sharp Document 21yoshidaと株式会社吉田ストアのITインフラ事業を譲受して事業開始。
- 法人格としては、Worktus株式会社（2018年4月設立、2019年11月事業廃止決定）の商号変更。

株式会社MACオフィス（持分法適用関連会社）
- 1966年6月、大阪で創立されたオフィス用品販売業『丸池』が母体。2009年6月、スターティアのファシリティ事業の譲渡を受けるとともに、スターティアの関連会社となる。